# Rodolfo Salas
Rodolfo Salas (Maracaibo, 3 mei 1983) is een Venezolaans film-, theater, en televisie-acteur. Hij is vooral bekend van de telenovelle Betty en NY, waar hij Daniel Valencia speelde. 

## Biografie
Hij begon zijn acteercarrière in 2009 in zijn geboorteland Venezuela. In 2014 emigreerde hij naar de Verenigde Staten en ging voor Telemundo werken en kreeg zo vaak rollen in telenovelles. In 2023 werd hij ook internationaal bekend door zijn rol in de serie Perfil falso voor Netflix.